# Jonathan Brison
Jonathan Brison (Soissons, 7 febbraio 1983) è un ex calciatore francese, di ruolo centrocampista.

## Palmarès

### Club

#### Competizioni nazionali
- Campionato francese di seconda divisione: 1

Nancy: 2004-2005
- Coppa di Lega francese: 2

Nancy: 2005-2006
Saint-Étienne: 2012-2013